# Владимирский округ (Ивановская Промышленная область)
Владимирский округ — административно-территориальная единица Ивановской Промышленной области, существовавшая в 1929—1930 годах. Административный центр — город Владимир.

## История
Владимирский округ в составе Ивановской Промышленной области был образован 14 января 1929 года. В состав округа вошли территории упразднённых Владимирского, Гусевского, Ковровского, Вязниковского и Муромского уездов Владимирской губернии.
30 июля 1930 Владимирский округ, как и большинство остальных округов СССР, был упразднён. Его районы отошли в прямое подчинение Ивановской Промышленной области.

## Административное деление
Округ был разделён на 11 районов:
- Владимирский,
- Вязниковский,
- Гороховецкий,
- Гусевский,
- Ковровский,
- Меленковский,
- Селивановский,
- Собинский,
- Ставровский,
- Судогодский,
- Суздальский.